# Roger Meddows Taylor
Roger Taylor, s polnim imenom Roger Meddows Taylor, angleški glasbenik multiinstrumentalist in tekstopisec, 26. julij 1949, Dersingham, Norfolk, Anglija.
Najbolj je znan kot bobnar in pomožni ter občasno glavni vokalist (pevec) britanske rock skupine Queen. Velja za enega najvplivnejših bobnarjev vseh časov. Že od ustanovitve je prispeval tudi svoje skladbe, vsaj po eno ali dve na vsakem studijskem albumu in po navadi (vsaj v zgodnjih letih) odpel tudi glavni vokal v njih. Ustvaril je nekaj največjih hitov skupine, med njimi »Radio Ga Ga«, »A Kind of Magic«, »The Invisible Man« in »These Are the Days of Our Lives«. Je multiinstrumentalist; poleg bobnov igra še inštrumente, kot so kitara, bas kitara in klaviature, kar demonstrira na svojem debitantskem solo albumu, za katerega je odigral vse inštrumente in pel.
Taylorjeva prva resnejša skupina je bila Smile, v kateri je med letoma 1968 in 1970 igral skupaj s kitaristom Brianom Mayjem ter pevcem Timom Staffellom. Po njenem razpadu je njega in Mayja Freddie Mercury prepričal, da nadaljujeta z ustvarjanjem in se jima kasneje pridružil kot pevec. Ob pridružitvi bas kitarista Johna Deacona so si nadeli ime Queen. Poleg prepoznavnega sloga bobnanja je pozornost vzbudil tudi njegov vokal, ki je obsegal tri in pol oktave.
Že med igranjem za Queen je pričel s solo kariero, njegov prvi singl z naslovom »I Wanna Testify« je izšel leta 1977, album Fun in Space pa leta 1981. Večina pozornosti javnosti je bila takrat usmerjena v delo skupine Queen in za obsežnejšo promocijo svoje glasbe niti ni imel časa, zato njegove solo izdaje niso doživele večjega uspeha. Po koncu turneje Magic Tour leta 1986 je vzporedno ustanovil skupino The Cross. Z njo je med letoma 1987 in 1991 izdal tri albume, a vidnejšega uspeha tudi ta projekt ni doživel.
Po Mercuryjevi smrti je nastopal samostojno in z drugimi znanimi glasbeniki, kot so Eric Clapton, Roger Waters, Roger Daltrey, Robert Plant, Phil Collins idr. Leta 2004 sta z Brianom Mayjem ponovno obudila skupino Queen pod imenom Queen + Paul Rodgers s Paulom Rodgersom v vlogi frontmana, skupaj so nastopali do leta 2009 in posneli en album.